# Диана Баумринд
Диана Блумберг Баумринд (на английски: Diana Blumberg Baumrind) е американски клиничен и развитиен психолог, известна е като създателката на категорията „родителски стил“.

## Биография
Родена е на 23 август 1927 година в Ню Йорк, САЩ, първата от две дъщери в семейството на Хаймън и Моли Блумберг. Родителите ѝ са представители на малка еврейска общност в Ню Йорк. Баща ѝ и чичо ѝ са синове на емигранти от Източна Европа, имат силно развито чувство за еврейска традиция и са последователи на просъветска философия.
Диана израства в среда, повлияна от принципите на антиционизма и диалектическия материализъм. Тя успява да изгради силна интелектуална връзка с баща си и чичо си и като най-голямо дете винаги участва в разговорите, свързани с философия, етика, политика и литература.
В юношеските си години Диана Баумринд изучава марксическа философия и икономика, посещавайки вечерно училище, а по-късно се присъединява и към комунистическата партия. Завършва „Психология и философия“ в колежа Хънтър през 1946 г., където е повлияна силно от Ото Кланеберг, който работи в областта на селективната миграция и расовите стереотипи, предизвикателство за Америка и евгениката по това време. След това тя се омъжва и малко по-късно е приета в Калифорнийския университет в Бъркли, където изучава развитийна, клинична и социална психология. Магистърската си степен получава през 1951 г., а докторската си степен по психология защитава четири години по-късно. Дисертацията ѝ е озаглавена „Някои личностни и ситуационни детерминанти на поведението в дискусионна група“. През този период Диана Баумринд успява да изгради личните си разбирания и професионални интереси, засилва марксистките си и хуманитарни убеждения. Тя е силно повлияна от изследванията на Теодор Адорно, Елзе Френкел-Брънсуик, Даниел Левинсън и Джон Санфорд върху антисемитизма и авторитарната личност.
По-късно Баумринд започва работа като психолог в болница Коуел, в която става директор по два проекта на Агенцията за обществено здравеопазване и консултант по няколко проекта на щата Калифорния. В периода от 1958 г. до 1960 г. има частна практика в Бъркли и едновременно с това работи като клиничен психолог.
През 1960 г. Баумринд започва съвместна работа с Института за човешко развитие, където и до днес ръководи проектите, свързани със семейна социализация и развитие на компетентност. По това време започва да се интересува от семейна и групова терапия. В същия период тя се развежда, насочва се към провеждането на различни изследвания, тъй като гъвкавото работно време ѝ позволява да отглежда трите си деца.
На по-късен етап Баумринд започва да изследва социализацията на семейството и се фокусира върху авторитарния стил на възпитание. В следващите шест години Националният институт за психично здраве финансира проектите ѝ и позволява провеждане на множество експерименти, публикуване на десетки статии за семейна социализация, развитие на компетентност, поемане на риск в юношеска възраст и различни етични въпроси. Именно това е периодът, през който Баумринд за първи път публикува статия, в която споменава трите родителски стила. По време на работата си в Националния институт за психично здраве, Баумринд неведнъж критикува работата на института, тя често пледира за по-добро изграждане и утвърждаване на съдържанието на различните изследвания, също така идентифицира проблеми, свързани с оценка на изменението на резултатите в тестовете, предназначени за измерването на стабилните черти.

## Идеи

### Родителски стилове
Диана Баумринд различава три различни стила на родителска опека и възпитание:
- Авторитарен („Прекалено строг“): този стил на родителска опека се характеризира с високи изисквания към детето при ниска отговорност от негова страна. Авторитарният родител е твърд, груб и взискателен. Упражняващите насилие родители обикновено попадат в тази категория (макар Баумринд да подчертава, че не всички авторитарни родители упражняват насилие).
- Толерантен („Твърде мек“): този родителски стил се характеризира с ниска степен на взискателност при висока степен на свобода. Толерантният родител е прекалено отзивчив към желанията на детето и рядко прилага последователни правила. „Развалените“ деца често имат толерантни родители.
- Авторитетен („Намерил мярката“): този родителски стил се характеризира с умерено високи изисквания при умерена отговорност от тяхна страна. Авторитетният родител е твърд, но не суров и жесток, готов да направи изключение, когато ситуацията го изисква. Авторитетният родител откликва на нуждите на детето, но не и на капризите му. Баумринд е пределно ясна, че отдава предпочитанията си именно на авторитетния стил.